# Luokou (köpinghuvudort i Kina, Jiangxi Sheng, lat 26,85, long 116,07)
Luokou är en köpinghuvudort i Kina. Den ligger i provinsen Jiangxi, i den sydöstra delen av landet, omkring 200 kilometer söder om provinshuvudstaden Nanchang. Antalet invånare är 30 394. Befolkningen består av 14 403 kvinnor och 15 991 män. Barn under 15 år utgör 22,0 %, vuxna 15-64 år 69 %, och äldre över 65 år 8,0 %.
Runt Luokou är det ganska tätbefolkat, med 139 invånare per kvadratkilometer. Luokou är det största samhället i trakten. I omgivningarna runt Luokou växer i huvudsak blandskog.
Genomsnittlig årsnederbörd är 2 261 millimeter. Den regnigaste månaden är maj, med i genomsnitt 345 mm nederbörd, och den torraste är oktober, med 22 mm nederbörd.